# Samuel Heinicke
Samuel Heinicke (10 de abril, 1727 - 30 de abril, 1790, Nautschutz, Alemanha) foi o primeiro educador a desenvolver uma instrução sistemática para os surdos na Alemanha. Sua filosofia de educação ficou conhecida como Oralismo.

## Biografia
Por volta de 1754, educou sua primeira aluna surda. Seu sucesso em ensinar esta menina foi tão grande, que tomou a decisão de se devotar inteiramente a este trabalho. Depois de um período de uma guerra que durou sete anos, e de ter sido prisioneiro em Dresden, conseguiu fugir.
Em 1768, voltou a  viver em Hamburgo, onde ensinou com sucesso um menino surdo a falar, aplicando seus métodos prescritos em seus livros sobre os surdos. Passou então a se dedicar ainda mais nestas pesquisas. Inaugurou a primeira instituição para surdos em Leipzig, em 1778. Dirigiu esta escola até sua morte. Foi o autor de vários livros na instrução aos surdos.
Seus métodos de ensino eram estritamente orais, diferentes dos usados hoje. Estes consideravam que a primeira prioridade no ensino às crianças surdas era a linguagem falada e que a língua de sinais poderia prejudicar esta aquisição. Porém, ele e seus seguidores utilizavam os sinais e o alfabeto digital como instrumento para atingir a fala.